# Carsten Ramelow
Carsten Ramelow (Berlín Occidental, 20 de marzo de 1974) es un exfutbolista alemán que jugaba como centrocampista y defensa.

## Selección nacional
Fue internacional con la selección de Alemania, participando en la Eurocopa 2000 y el Mundial 2002.

### Participaciones en Copas del Mundo
| Mundial                        | Sede                | Resultado  | Partidos | Goles |
| ------------------------------ | ------------------- | ---------- | -------- | ----- |
| Copa Mundial de Fútbol de 2002 | Corea del Sur Japón | Subcampeón | 5        | 0     |

## Clubes
| Club                | País     | Año       |
| ------------------- | -------- | --------- |
| Hertha Berlín       | Alemania | 1991-1996 |
| Bayer 04 Leverkusen | Alemania | 1996-2008 |